# Tallensi (peuple)
Pour les articles homonymes, voir Tallensi.

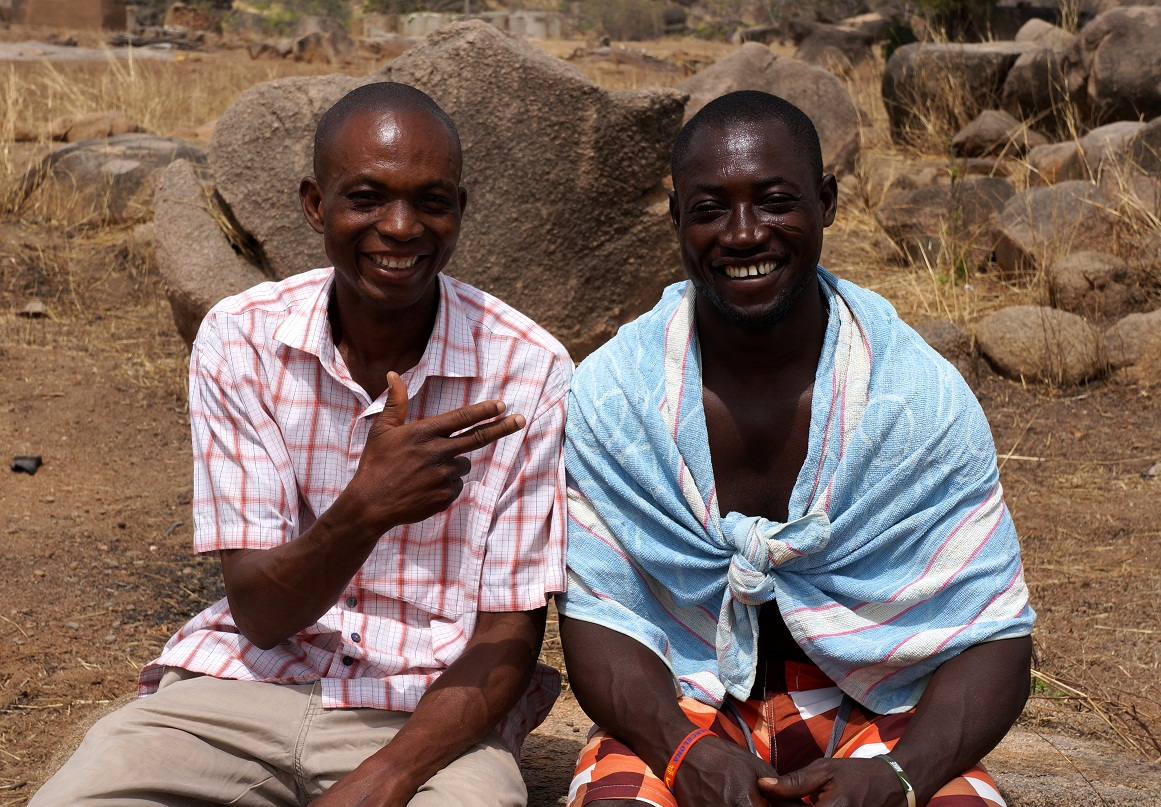
Hommes de Tallensi

Les Tallensi sont une population d'Afrique de l'Ouest vivant au nord-est du Ghana, également dans la région limitrophe du Burkina Faso.

## Ethnonymie
Selon les sources et le contexte, on observe plusieurs formes : Talansi, Talene, Talen, Talense, Talensi, Talensis, Tale, Tallensis.

## Langue
Leur langue est le tallensi, un dialecte du farefare, une langue oti-volta.